# 伊肯豪爾嶺
80°13′S 158°25′E / 80.217°S 158.417°E
伊肯豪爾嶺（英語：Icenhower Ridge）是南極洲的山嶺，位於奧次地，處於揚西冰川和塞尼特冰川之間，屬於不列顛嶺的一部分，海拔高度超過1,600米，現時由南極條約體系管理。